# Caucasocyphoniscus cavaticus
Caucasocyphoniscus cavaticus är en kräftdjursart som beskrevs av Borutzkii 1948. Caucasocyphoniscus cavaticus ingår i släktet Caucasocyphoniscus och familjen Trichoniscidae. Inga underarter finns listade i Catalogue of Life.